# Рутульские новости
МыхаӀбишды цӀинды хабарбыр (Рутульские новости) — еженедельная республиканская общественно-политическая газета на рутульском и русском языках, издающаяся в Дагестане. Газета освещает общественно-политические события, происходящие в Дагестане, а также публикует материалы по истории и культуре рутульцев. Является единственной в мире газетой на рутульском языке. Учредителями являются Государственный Совет Республики Дагестан, Народное Собрание Республики Дагестан и Правительство Республики Дагестан. Финансируется на средства частных лиц.
Основана в 1934 году как районная газета под названием «Кызыл Чобан». Изначально издавалась на азербайджанском языке. Позже получила название «Рутульские новости» и стала печататься на русском языке. В 1990-е годы, когда была создана рутульская письменность на основе кириллицы, часть материалов стала публиковаться на рутульском языке. В 1996 году стала республиканской газетой.
В 1999 году из-за критики на страницах газеты местной власти Дагестанская республиканская типография, по указанию министра по национальной политике, информации и внешним связям республики прекратила печатать «Рутульские новости». Газета печатается в типографии Махачкалы.